# Self (langage)
Pour les articles homonymes, voir Self.
Self est un langage de programmation orienté objet à prototype issu de recherches poursuivies par Craig Chambers et Ole Agesen dans les années 1990 par Sun Research.